# Нуре-ог-Увдал
Нуре-ог-Увдал (норв. Nore og Uvdal) — коммуна в губернии Бускеруд в Норвегии. Административный центр коммуны — город Рёдберг. Официальный язык коммуны — нейтральный. Население коммуны на 2007 год составляло 2534 чел. Площадь коммуны Нуре-ог-Увдал — 2501,5 км², код-идентификатор — 0633.

## История населения коммуны
Население коммуны за последние 60 лет.

Статистика коммуны Нуре-ог-Увдал